# ويكيبيديا المجردة
ويكيبيديا المجردّة أحد مشاريع مؤسسة ويكيبيديا قيد الإنشاء. يهدف لاستخدام ويكي الدوال بغرض إنشاء نسخة ويكيبيديا محررّة عن اللغات. باستخدام نماذج البيانات المنظّمة.
اُبتكر المشروع بأكمله بواسطة داني فرانديتش، المؤسس المساهم في ويكي بيانات في ورقة عمل لشركة جوجل في أبريل عام 2020.
اقترح رسميًّا في مايو 2020 ووافق عليه مجلس أمناء مؤسسة ويكيميديا في يوليو 2020 باسم «ويكيبيديا المجردة».
نشر داني فرانديتش في مارس 2021 لمحة عامة عن النظام في مقال: " بناء ويكيبيديا متعدد اللغات" في دورية علوم الحاسوب: «اتصالات الأيه سي أم».

## وصلات خارجية
- ويكيبيديا المجردة على الميتا